# Röstigraben

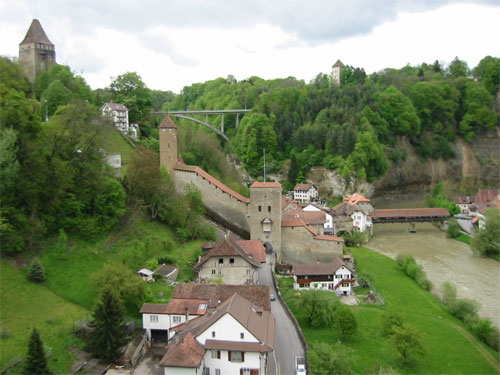
Rechts de Saane in de buurt van Fribourg, die wordt gezien als taalgrens.

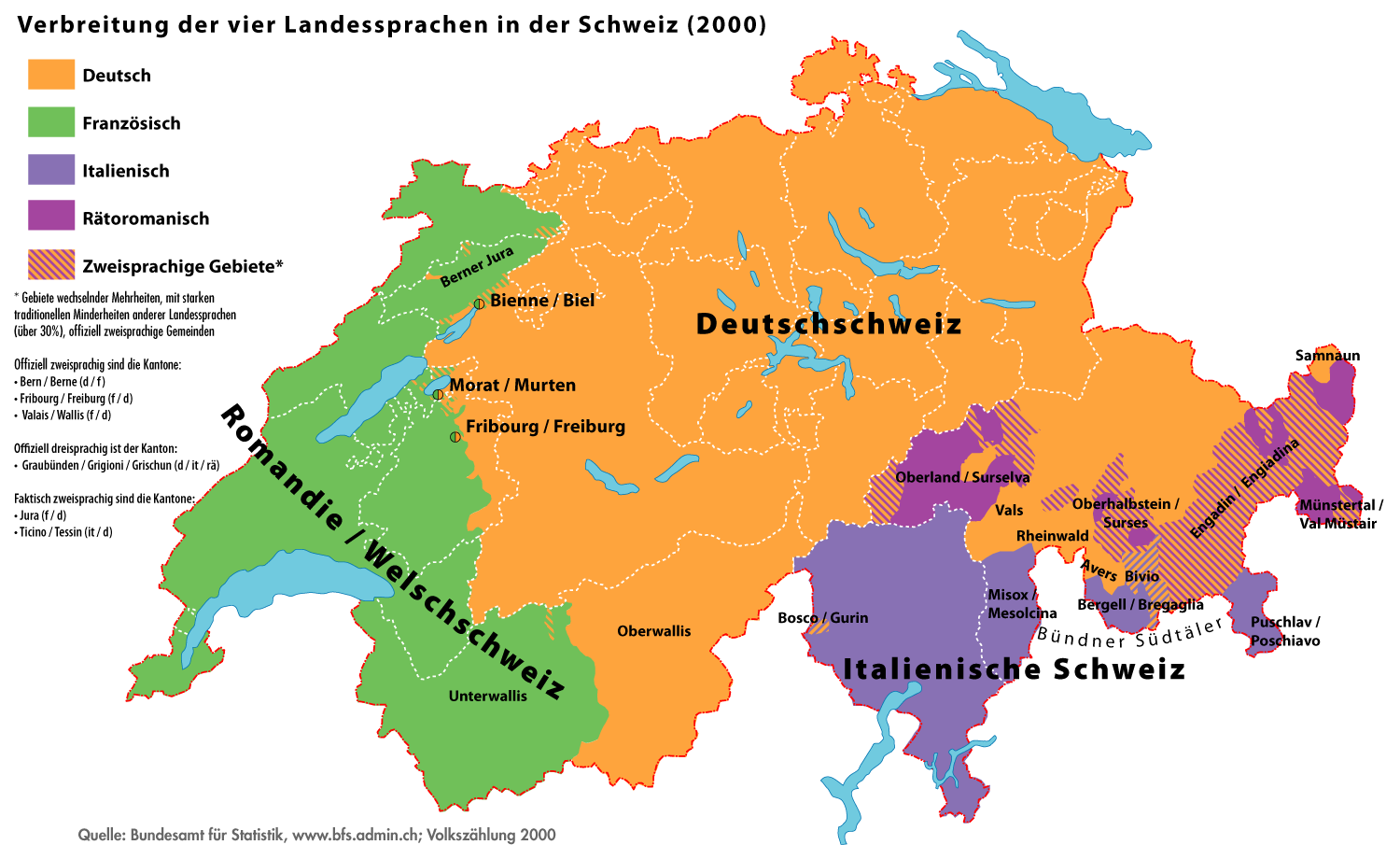
Taalkaart van Zwitserland

De Röstigraben ("rösti-kloof"), vernoemd naar het veelgegeten boerengerecht rösti in het Duitstalige deel van Zwitserland, is een uitdrukking die het verschil in mentaliteit en politieke opvattingen illustreert tussen het Duits- en Franstalige deel van Zwitserland. De naam Röstigraben is een beeldspraak voor het nauwe dal van de rivier Saane, die in het kanton Freiburg min of meer de taalgrens vormt.
Politiek gezien heeft de Röstigraben tegengestelde meningen tot gevolg:
- Duidelijke verschillen bestaan er in de opvattingen over de buitenlandse politiek en het sociale beleid. Traditioneel staat het Franstalige deel, Romandië, welwillender tegenover het buitenland en het beleid van de bondsregering. Zo stemde een meerderheid van de inwoners van Romandië in 1992 bij een referendum vóór aansluiting bij de EEG terwijl de Zwitserduitsers in meerderheid tegenstemden.
- Minder duidelijk is de grens bij onderwerpen als verkeer, milieu en drugs. Op dit gebied stelt Romandië zich conservatiever en technocratischer op.

De laatste jaren is de Röstigraben minder duidelijk aanwezig. De grotere steden, maar ook de middelgrote en kleinere steden in het Duitstalige deel van Zwitserland stellen zich steeds vaker op zoals in het Franstalige deel. De tegenstelling beweegt in de richting van een stad-plattelandconflict in plaats van het huidige verschil tussen Duits- en Franstalig Zwitserland. Evenwel is in de uitslag van recente referenda, bijvoorbeeld over een verbod op minaretten, de uitzetting van allochtonen en een verbod op vuurwapenbezit, nog steeds een tegenstelling te zien tussen de Franstalige en Duitstalige kantons.
Het Italiaanstalige deel van Zwitserland stelt zich over het algemeen op aan de zijde van het Franstalige deel, hoewel ook weleens wordt gesproken over de Polentagraben. De polenta is een in Ticino populair maïsgerecht. Deze Polentagraben is om het verschil tussen het kanton Ticino enerzijds en de rest van Zwitserland anderzijds aan te duiden.